# Kereki
Kereki egy község Somogy vármegyében, a Siófoki járásban.

## Fekvése

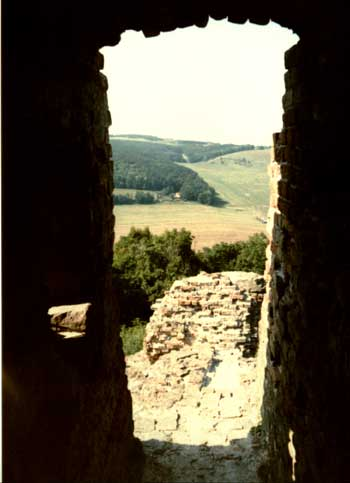
Kilátás a kereki várból

A Balatontól délre 7 kilométerre, Külső-Somogyban, a Kőröshegy-Pusztaszemesi völgyben található, a Kaposvár-Szántód közti 6505-ös út mentén. Szomszédos települések: Kőröshegy, Pusztaszemes, Bálványos, Kötcse, Szólád.

## Története
Neve „a kerek főnév -i képzős származéka. A kerek szó körhöz hasonló erdőt jelöl (kerek erdő).” Mások szerint azonban az idők folyamán elpusztult kerek templomáról kapta nevét.
Első írásos említése (Quereki írásmóddal) 1193-ból való; III. Béla a székesfehérvári lovagok részére adott adománylevelében. 1229-ben a székesfehérvári káptalan birtokai között sorolták fel. 1332–1337 között a pápai tizedjegyzékben is említve volt, ekkor tehát már plebániája is volt. Régi templomának romjai 1878-ban még megvoltak. Az alapkövek felszedésekor emberi csontokat, olvasószemeket, és egy kettős rézkeresztet találtak ott. 1451-ben már két Kereki nevű helységről is megemlékeztek az oklevelek. 1467-ben Enyingi Török Péter birtokában állt. 1495-ben Nagykerekit és Kiskerekit a Báthoriak kapták adományként, majd1530-ban Báthori András itteni birtokait eladta Perneszi Ferencnek. 1564-ben Perneszi Farkas, 1583-ban osztopáni Perneszy András birtoka volt. Az 1563 évi török kincstári fejadólajstrom szerint 12 adóköteles házból állt. 1598–1599 között a tihanyi vár tartozékai között sorolták fel.
A falu a 17. század elején elpusztult, 1665-ben mint pusztát Perneszi János eladta Salomváry Jánosnak. 1695-ben és 1710–1733 között még a Pernesziek birtoka volt. 1835-ben vizeki Tallián Boldizsár alispán, a zalalövői Csapody és a baranyavári Baranyay családok voltak a földesurai. Tőlük 1849 után Satzger Keresztély vásárolta meg és még a 20. század elején is Bálványosi Satzger Pálnak volt itt nagyobb birtoka. 
Kereki mellett találhatók Katonavár (Kupavár) romjai is, melyet Fejérkő várával azonosnak tartanak.
A 20. század elején Somogy vármegye Tabi járásához tartozott.
1910-ben 470 lakosából 462 magyar volt. Ebből 362 római katolikus, 90 református, 11 evangélikus volt.

## Közélete

### Polgármesterei
- 1990–1994: Horváth János (független)[4]
- 1994–1998: Horváth János (független)[5]
- 1998–2002: Horváth János (független)[6]
- 2002–2006: Marton Lajos (független)[7]
- 2006–2010: Marton Lajos (független)[8]
- 2010–2013: Marton Lajos (független)[9]
- 2014–2014: Csicsai László Viktor (független)[10]
- 2014-2019: Csicsai László Viktor (független)[11]
- 2019–2024: Csicsai László Viktor (független)[12]
- 2024– : Csicsai László Viktor (független)[1]

A településen 2014. február 23-án időközi polgármester-választást tartottak, mert az előző polgármester, Marton Lajos 2013. október 31-én elhunyt.

## Népesség
A település népességének változása:
| Lakosok száma | 556  | 553  | 535  | 534  | 511  | 522  | 523  |
|               | 2013 | 2014 | 2015 | 2021 | 2022 | 2023 | 2024 |

A 2011-es népszámlálás során a lakosok 81,9%-a magyarnak, 0,5% cigánynak, 0,2% horvátnak, 0,2% németnek mondta magát (18,1% nem nyilatkozott; a kettős identitások miatt a végösszeg nagyobb lehet 100%-nál). A vallási megoszlás a következő volt: római katolikus 54,9%, református 6,8%, evangélikus 0,4%, felekezet nélküli 9,2% (28,4% nem nyilatkozott).
2022-ben a lakosság 92,2%-a vallotta magát magyarnak, 1,2% németnek, 0,2% cigánynak, 0,2% horvátnak, 1,8% egyéb, nem hazai nemzetiségűnek (7,4% nem nyilatkozott; a kettős identitások miatt a végösszeg nagyobb lehet 100%-nál). Vallásuk szerint 47% volt római katolikus, 8% református, 0,6% evangélikus, 0,2% görög katolikus, 0,4% egyéb keresztény, 0,8% egyéb katolikus, 8,6% felekezeten kívüli (34,2% nem válaszolt).

## Nevezetességei

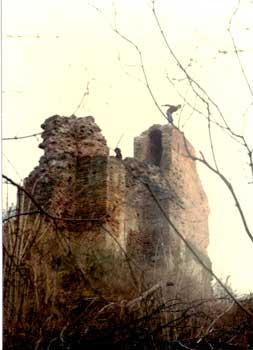
Fehérkő várának még álló falai

Fehérkő vára, más néven kereki Katonavár vagy Kupavár, a falu határában található várrom. A vár valószínűleg a 14. század első harmadában keletkezett. Első ismert várnagya Czikó kapitány volt, akit egy 1336-os oklevélben említenek meg. Luxemburgi Zsigmond Marczali Miklós temesi ispánnak és rokonainak adományozta az erősséget, de Marczali 1402-ben, több főúrral együtt, fellázadt Zsigmond ellen. A lázadást leverték, Kereki várát is harcok árán foglalták el. A falak megsérültek, ezért 1408 körül ki kellett javítani. Marczali Miklóshoz került vissza a vár, mivel kegyelmet kapott az uralkodótól. A 15. század második felében Enyingi Török Péter, majd Báthory István országbíró birtokában volt. 1494-ben ostromolta a várat Miksa császár. Ezután évekig üresen állt. A török előretörése idején – 1540 után – a még megmaradt falakat felrobbantották a magyarok, nehogy az török kézre kerüljön. A török időkben a romos erősség a törököké volt. 1598-ban a tihanyi vár tartozékaként írták össze. A 17. század közepén a Perneszi család birtoka, későbbi tulajdonosa Babocsai Ferencné. A 18. század–19. században köveit, tégláit széthordták, és részben belőle építették 1830-ban az új kereki templomot, és a közelében egy vadászkastélyt is. Ez a kastély a második világháborúban elpusztult. 1961–1962-ben ásatásokat végeztek, de teljes feltárására még nem került sor.
A római katolikus templomot 1830-ban klasszicista stílusban építette Vizeki Tallián Boldizsár császári kamarás. Szent Anna nevére és tiszteletére szentelték. A reformátusok által építtetett harangláb a falu északi részén a főút mellett áll. Az 1823-ban állított, helyi védelem alatt álló haranglábat Kereki község önkormányzata 2015-ben felújította.
Horthy Miklós kormányzó szobrát a róla elnevezett téren 2012. május 13-án avatták fel. A fából faragott, egész alakos, életnagyságú szobor Kücsön Norbert alkotása. A szobrot 2012. május 16-án hajnalban egy Dániel Péter nevű ügyvéd vörös festékkel öntötte le. A megrongált emlékművet a javítás után újra elhelyezték a téren.
Itt halt meg Balogh Kálmán kántortanító 1895-ben, 38 évi tanítás után 64 éves korában (volt 48-as honvéd).
2018-tól itt nyitotta meg új telephelyét az ország első egzotikus díszmadár-parkja a Balatoni Madárkert, melynek különleges, ritka fajokból álló gyűjteménye évente több tízezer látogatót vonz a településre.
A turisztikai vonzerők 2022-ben a várfalakra épült látogatójárdávalés panoráma terasszal is gyarapodtak.[forrás?]
A településen szintén 2022 ben nyitott meg a Kereki Dinópark.
2023-ban átadásra került egy új látogatóközpont elsődlegesen Fehérkő várának történetét bemutatva, illetve a Kőröshegyi völgyhídtól a látogatóközpontig kerékpárút került kiépítésre.[forrás?]

## Képek

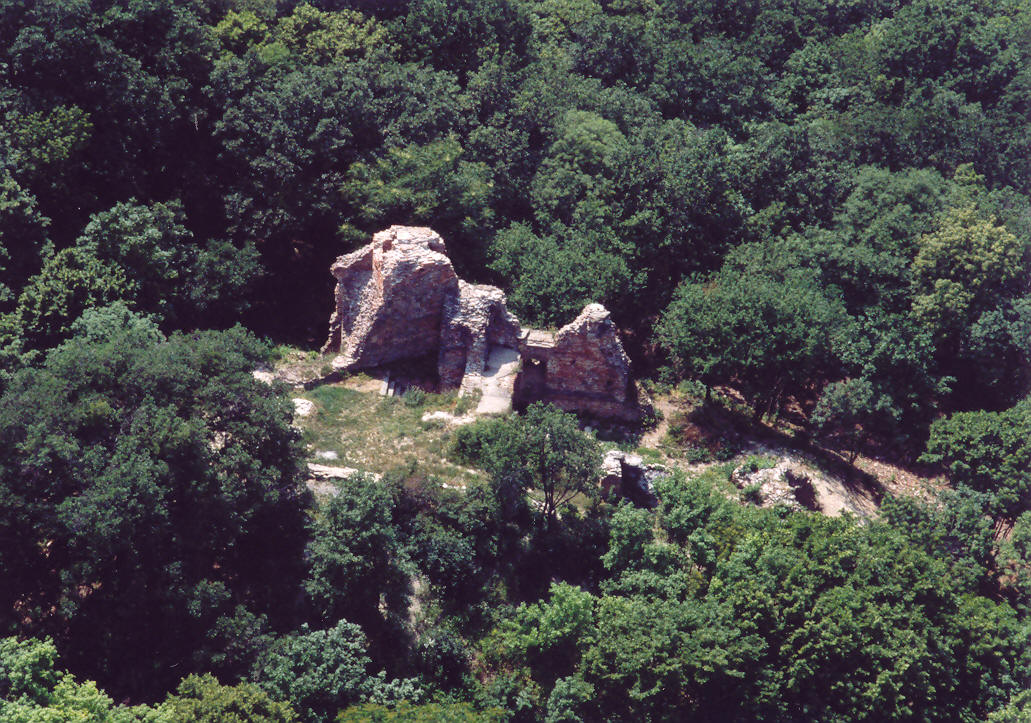
Légi felvételek a romról
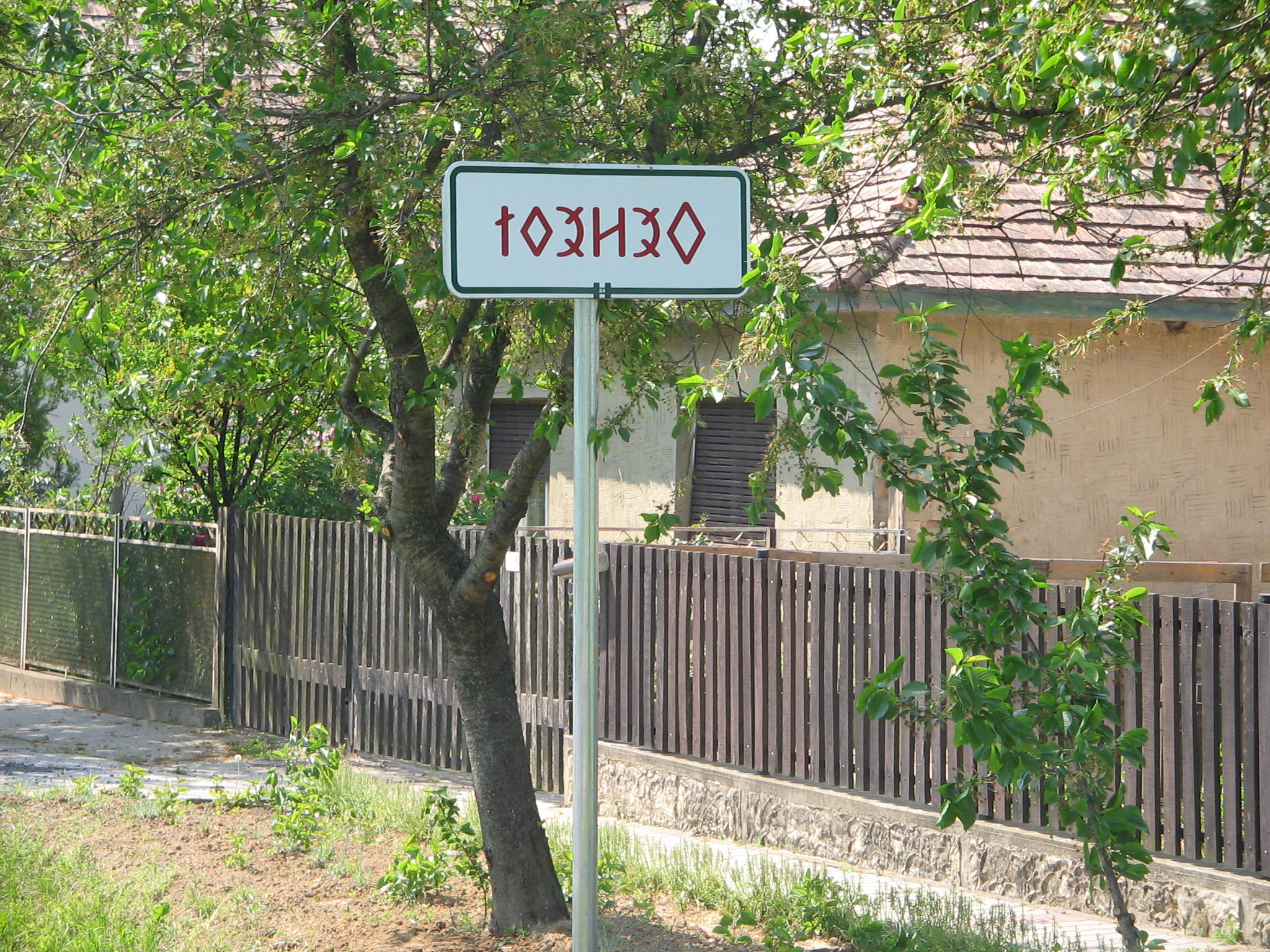
Kereki rovásos helynévtáblája
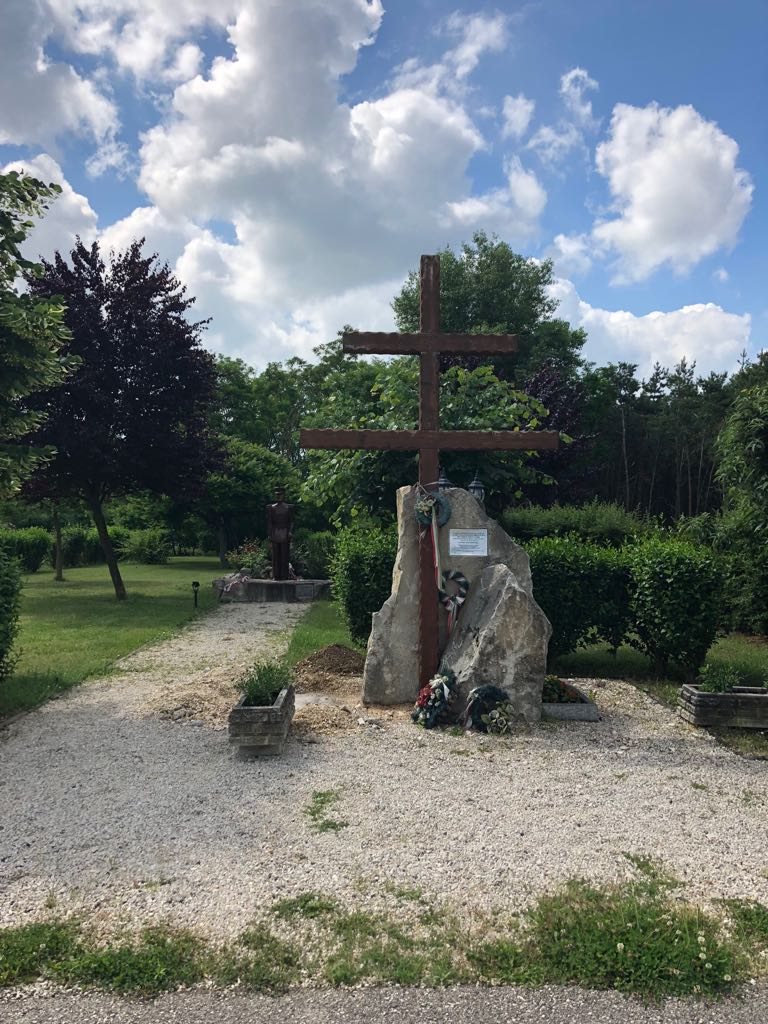
Kereki kettőskereszt